# 1985–1986-os magyar férfi kosárlabda-bajnokság
Az 1985–1986-os magyar férfi kosárlabda-bajnokság az ötvennegyedik magyar kosárlabda-bajnokság volt. Húsz csapat indult el, a csapatok az előző évi szereplés alapján két csoportban (A csoport: 1-10. helyezettek, B csoport: 11-17. helyezettek plusz a három feljutó) két kört játszottak. Az alapszakasz után az A csoport 1-6. helyezettjei play-off rendszerben játszottak a bajnoki címért, az A csoport 7-10. és a B csoport 1-4. helyezettjei az egymás elleni eredményeiket megtartva a másik csoportból jövőkkel újabb két kört játszottak az A csoportba kerülésért, a B csoport 5-10. helyezettjei pedig play-off rendszerben játszottak a kiesés elkerüléséért.
A Szegedi EOL AK és a DÉLÉP SC egyesült Szegedi EOL-DÉLÉP SE néven.

## Alapszakasz

### A csoport
| #   | Csapat               | M  | Gy | V  | K+   | K-   | P  |
| --- | -------------------- | -- | -- | -- | ---- | ---- | -- |
| 1.  | Bp. Honvéd           | 18 | 16 | 2  | 1729 | 1536 | 34 |
| 2.  | Zalaegerszegi TE     | 18 | 13 | 5  | 1732 | 1535 | 31 |
| 3.  | Bajai SK             | 18 | 13 | 5  | 1524 | 1318 | 31 |
| 4.  | Körmendi Dózsa MTE   | 18 | 11 | 7  | 1418 | 1401 | 29 |
| 5.  | Videoton SC          | 18 | 10 | 8  | 1520 | 1538 | 28 |
| 6.  | Csepel SC            | 18 | 9  | 9  | 1697 | 1636 | 27 |
| 7.  | MAFC                 | 18 | 6  | 12 | 1566 | 1624 | 24 |
| 8.  | Szegedi EOL-DÉLÉP SE | 18 | 4  | 14 | 1512 | 1721 | 22 |
| 9.  | Tungsram SC          | 18 | 4  | 14 | 1449 | 1614 | 22 |
| 10. | Kecskeméti SC        | 18 | 4  | 14 | 1404 | 1628 | 22 |

### B csoport
| #   | Csapat               | M  | Gy | V  | K+   | K-   | P  |
| --- | -------------------- | -- | -- | -- | ---- | ---- | -- |
| 1.  | Pécsi VSK            | 18 | 14 | 4  | 1744 | 1658 | 32 |
| 2.  | Dombóvári VMSE       | 18 | 13 | 5  | 1761 | 1699 | 31 |
| 3.  | Somogy megyei ÁÉV SC | 18 | 13 | 5  | 1689 | 1566 | 31 |
| 4.  | Oroszlányi Bányász   | 18 | 12 | 6  | 1659 | 1547 | 30 |
| 5.  | Ganz-MÁVAG VSE       | 18 | 10 | 8  | 1541 | 1481 | 28 |
| 6.  | Alföldi Olajbányász  | 18 | 8  | 10 | 1604 | 1612 | 26 |
| 7.  | BSE                  | 18 | 7  | 11 | 1603 | 1603 | 25 |
| 8.  | Egri Tanép           | 18 | 5  | 13 | 1430 | 1624 | 23 |
| 9.  | Alba Regia Építők    | 18 | 4  | 14 | 1583 | 1710 | 22 |
| 10. | Soproni SE           | 18 | 4  | 14 | 1618 | 1732 | 22 |

* M: Mérkőzés Gy: Győzelem V: Vereség K+: Dobott kosár K-: Kapott kosár P: Pont

## Rájátszás

### 1–6. helyért
Elődöntőbe jutásért: Bajai SK–Csepel SC 97-77, 69–75, 69–57 és Körmendi Dózsa MTE–Videoton SC 62–80, 77–81
Elődöntő: Bp. Honvéd–Videoton SC 81–78, 99–87 és Zalaegerszegi TE–Bajai SK 101–85, 89–100, 81–79
Döntő: Bp. Honvéd–Zalaegerszegi TE 92–75, 72–92, 104–87
3. helyért: Bajai SK–Videoton SC 93–71, 74–86, 74–71
5. helyért: Körmendi Dózsa MTE–Csepel SC 122–93, 88–81

### 7–14. helyért
| #   | Csapat               | M  | Gy | V | K+   | K-   | P  |
| --- | -------------------- | -- | -- | - | ---- | ---- | -- |
| 7.  | MAFC                 | 14 | 9  | 5 | 1352 | 1251 | 23 |
| 8.  | Szegedi EOL-DÉLÉP SE | 14 | 8  | 6 | 1316 | 1219 | 22 |
| 9.  | Tungsram SC          | 14 | 8  | 6 | 1154 | 1145 | 22 |
| 10. | Kecskeméti SC        | 14 | 7  | 7 | 1325 | 1291 | 21 |
| 11. | Oroszlányi Bányász   | 14 | 7  | 7 | 1206 | 1226 | 21 |
| 12. | Dombóvári VMSE       | 14 | 7  | 7 | 1367 | 1387 | 21 |
| 13. | Pécsi VSK            | 14 | 5  | 9 | 1226 | 1375 | 19 |
| 14. | Somogy megyei ÁÉV SC | 14 | 5  | 9 | 1217 | 1269 | 19 |

### 15–20. helyért
15–20. helyért: BSE–Soproni SE 96–83, 98–102, 90–84 és Egri Tanép–Alba Regia Építők 91–65, 85–116, 73–93
15–18. helyért: Ganz-MÁVAG VSE–Alba Regia Építők 100–90, 86–89, 76–82 és Alföldi Olajbányász–BSE 85–91, 68–69
15. helyért: BSE–Alba Regia Építők 105–94, 110–86
17. helyért: Ganz-MÁVAG VSE–Alföldi Olajbányász 94–91, 73–70

## Díjak
| 54. Férfi Kosárlabda Magyar Bajnok |
| Bp. Honvéd 29. bajnoki cím         |